# Vietnamrörelsen
Vietnamrörelsen är ett samlingsbegrepp för de organisationer som växte fram över hela västvärlden i slutet av 1960-talet och början av 1970-talet, i protest mot USA:s krig i Indokina. Begreppet samföll ofta med den dåvarande vänstervågen.

## I olika länder

### Sverige

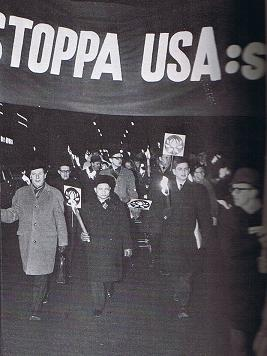
Olof Palme i Vietnamtåget, februari 1968.

I Sverige dominerades rörelsen av De förenade FNL-grupperna, medan den socialdemokratiskt styrda Svenska kommittén för Vietnam spelade en mer blygsam roll. Även Sveriges dåvarande statsminister Olof Palme väckte uppmärksamhet genom att protestera. Som ecklesiastikminister gick han även i demonstrationståget.

### Fotnoter
1. ↑  ”Vietnamrörelsen”. Nationalencyklopedin. http://www.ne.se/uppslagsverk/encyklopedi/l%C3%A5ng/vietnamr%C3%B6relsen. Läst 30 maj 2017.
2. ↑  Andreas Rolfer, Hans Rosén (4 september 2013). ”Här är alla möten mellan Sveriges och USA:s ledare” (på svenska). Dagens nyheter. http://www.dn.se/nyheter/varlden/har-ar-alla-moten-mellan-sveriges-och-usas-ledare/. Läst 30 maj 2017.